# Obergericht für die Provinz Niederhessen
Das Obergericht für die Provinz Niederhessen (ab 1851: Obergericht Kassel) war ein zweitinstanzliches Gericht des Kurfürstentums Hessen für den Bereich seiner Provinz Niederhessen mit Sitz in der Stadt Kassel.

## Geschichte

### Gründung
Bis zum Tod des Kurfürsten Wilhelm I. 1821 war im Kurfürstentum Hessen ein gewaltiger Reformstau aufgelaufen, da dieser nach seiner Rückkehr aus dem Exil auf den Thron 1813 viele Reformen rückgängig gemacht und persönlich im 18. Jahrhundert verhaftet geblieben war. Der neue Kurfürst, Wilhelm II., war nicht weniger autokratisch als sein Vater, aber gewillt, den Staat zu modernisieren. Die Staatsverwaltung wurde nach preußischem Muster reformiert. Teil der Justizreform war, für jede der Provinzen des Kurstaates als mittlere Ebene der Gerichtshierarchie ein Obergericht einzurichten.
So erhielt auch die Provinz Niederhessen 1821 ein entsprechendes Obergericht für die Provinz Niederhessen.

### Weitere Entwicklung
Nach dem Aussterben der Linie Hessen-Rotenburg im Jahr 1834 wurden die dortigen Gerichte in kurhessische Gerichte überführt. Die Fürstlich Rotenburgische Justizkanzlei Rotenburg wurde aufgelöst und seine Aufgabe dem Obergericht für die Provinz Niederhessen übertragen. Entsprechend wurden die dortigen Justizämter kurhessische Justizämter und dem Kasseler Obergericht nachgeordnet.
Mit dem Wiedererstarken der Staatsmacht nach der Revolution von 1848 wurden zahlreiche Reformen rückgängig gemacht und dabei auch gleich noch weitere Änderungen vorgenommen. Mit dem Argument, dass dadurch „eine wesentliche Verminderung des Richterpersonals“ möglich sei, wurde die Zahl der Obergerichte im Kurstaat auf zwei reduziert: Das Obergericht Kassel und das Obergericht Fulda. Das Obergericht für die Provinz Oberhessen in Marburg und das Obergericht für die Grafschaft Schaumburg in Rinteln wurde aufgelöst. Seine Aufgaben übernahm das Obergericht Kassel. Gleichzeitig wurden Kriminalgerichte neu eingeführt. Diese orientierten sich an den Bezirken des Kurfürstentums Hessen. Dem Obergericht Kassel wurden folgende Kriminalgerichte zugeordnet:
- Kriminalgericht Eschwege
- Kriminalgericht Fritzlar
- Kriminalgericht Kassel
- Kriminalgericht Marburg
- Kriminalgericht Rinteln
- Kriminalgericht Rotenburg

Das aber war noch nicht das Ende: Zum 1. Januar 1864 wurde die Reform der Gerichtsverfassung von 1851 teilweise zurückgenommen, der Zustand von 1822 wieder hergestellt und die Obergerichte in Marburg und Rinteln erneut eingerichtet.

### Ende
Nach dem verlorenen Krieg von 1866 annektierte das Königreich Preußen das Kurfürstentum Hessen. Damit wurde auch Hanau preußisch und erhielt 1867 eine preußische Gerichtsverfassung. Das Obergericht Kassel wurde funktional durch das preußische Kreisgericht Kassel ersetzt.

## Instanzielle Einordnung
Dem Obergericht für die Provinz Niederhessen übergeordnet war das Oberappellationsgericht Kassel. Der Gerichtsbezirk des Obergerichts für die Provinz Niederhessen umfasste:
| Justizamt                 | Sitz                   | Kreis              | Anmerkungen                                                    |
| ------------------------- | ---------------------- | ------------------ | -------------------------------------------------------------- |
| Justizamt Abterode        | Abterode               | Kreis Eschwege     |                                                                |
| Justizamt Allendorf       | Allendorf              | Kreis Witzenhausen |                                                                |
| Justizamt Bischhausen     | Bischhausen            | Kreis Eschwege     |                                                                |
| Justizamt Borken          | Borken (Hessen)        | Kreis Homberg      |                                                                |
| Justizamt Carlshafen      | Carlshafen             | Kreis Hofgeismar   |                                                                |
| Landgericht Kassel        | Kassel                 | Stadt Kassel       |                                                                |
| Stadtgericht Kassel       | Kassel                 | Stadt Kassel       |                                                                |
| Justizamt Eschwege I      | Eschwege               | Kreis Eschwege     |                                                                |
| Justizamt Eschwege II     | Eschwege               | Kreis Eschwege     |                                                                |
| Justizamt Felsberg        | Felsberg               | Kreis Melsungen    |                                                                |
| Justizamt Fritzlar        | Fritzlar               | Kreis Fritzlar     |                                                                |
| Justizamt Germerode       | Germerode              | Kreis Eschwege     | Aufgelöst 1836 und im Justizamt Abterode aufgegangen           |
| Justizamt Grebenstein     | Grebenstein            | Kreis Hofgeismar   |                                                                |
| Justizamt Großalmerode    | Großalmerode           | Kreis Witzenhausen |                                                                |
| Justizamt Gudensberg      | Gudensberg             | Kreis Fritzlar     |                                                                |
| Justizamt Hofgeismar      | Hofgeismar             | Kreis Hofgeismar   |                                                                |
| Justizamt Homberg         | Homberg (Efze)         | Kreis Homberg      |                                                                |
| Justizamt Jesberg         | Jesberg                | Kreis Fritzlar     |                                                                |
| Justizamt Lichtenau       | Lichtenau              | Kreis Witzenhausen |                                                                |
| Justizamt Melsungen       | Melsungen              | Kreis Melsungen    | ab 1849 zum Obergericht Rotenburg                              |
| Justizamt Naumburg        | Naumburg               | Kreis Wolfhagen    |                                                                |
| Justizamt Nentershausen   | Nentershausen          | Kreis Rotenburg    | ab 1849 zum Obergericht Rotenburg                              |
| Justizamt Netra           | Netra                  | Kreis Eschwege     |                                                                |
| Justizamt Raboldshausen   | Raboldshausen          | Kreis Homberg      | 1821–1823 Kreis Rotenburg; ab 1849 zum Obergericht Rotenburg   |
| Justizamt Rotenburg I     | Rotenburg an der Fulda | Kreis Rotenburg    | ab 1849 zum Obergericht Rotenburg                              |
| Justizamt Rotenburg II    | Rotenburg              | Kreis Rotenburg    | ab 1849 zum Obergericht Rotenburg                              |
| Justizamt Rotenburg III   | Rotenburg              | Kreis Rotenburg    | Aufgelöst 1836 und in Justizamt Rotenburg I und II aufgegangen |
| Justizamt Sababurg        | Veckerhagen            | Kreis Hofgeismar   |                                                                |
| Justizamt Sontra          | Sontra                 | Kreis Rotenburg    | ab 1849 zum Obergericht Rotenburg                              |
| Justizamt Spangenberg     | Spangenberg            | Kreis Melsungen    | ab 1849 zum Obergericht Rotenburg                              |
| Justizamt Volkmarsen      | Volkmarsen             | Kreis Wolfhagen    |                                                                |
| Justizamt Wanfried        | Wanfried               | Kreis Eschwege     |                                                                |
| Justizamt Witzenhausen    | Witzenhausen           | Kreis Witzenhausen |                                                                |
| Justizamt Witzenhausen II | Witzenhausen           | Kreis Witzenhausen | Aufgelöst 1836 und in Justizamt Witzenhausen aufgegangen       |
| Justizamt Wolfhagen       | Wolfhagen              | Kreis Wolfhagen    |                                                                |
| Justizamt Zierenberg      | Zierenberg             | Kreis Wolfhagen    | [ 11 ]                                                         |